# Mycena venustula
Mycena venustula är en svampart som beskrevs av Quél. 1883. Mycena venustula ingår i släktet Mycena och familjen Mycenaceae.   Inga underarter finns listade i Catalogue of Life.